# Костицын, Юрий Александрович
Юрий Александрович Костицын (род. 23 ноября 1955, Москва) — советский и российский учёный-геохимик, академик РАН (2019). Директор Института геохимии и аналитической химии имени В. И. Вернадского РАН (2016—2021), доктор геолого-минералогических наук (2002).

## Биография
Родился 23 ноября 1955 года в Москве.
С 1973 по 1977 годы служил в Советской армии. В 1977—1984 годах — старший лаборант в ИГЕМ АН СССР.
В 1983 году окончил Московский геологоразведочный институт имени С. Орджоникидзе, специальность «Геофизические методы поисков и разведки месторождений полезных ископаемых».
В 1984—1985 годах работал младшим научным сотрудником в ГИН АН СССР, в 1986—1987 годах — научный сотрудник ЦНИГРИ, в 1987—1991 годах — научный сотрудник ГЕОХИ АН СССР.
В 1991 году защитил кандидатскую диссертацию «Rb-Sr система пород и минералов месторождения Мурунтау». В 1991—2002 годах заведовал лабораторией и отделом ИМГРЭ.
В 2002 году защитил докторскую диссертацию, тема: «Происхождение редкометальных гранитов: изотопно-геохимический подход».
С 2002 года — заведующий Лабораторией изотопной геохимии и геохронологии ГЕОХИ РАН. 
С февраля 2016 года — директор Института геохимии и аналитической химии имени В. И. Вернадского РАН.
Читает курс изотопной геохимии и геохронологии на геологическом факультете МГУ.
28 октября 2016 года избран член-корреспондентом РАН, 15 ноября 2019 года избран академиком РАН.
Область научных интересов: геохимия, геохронология и геохимия изотопов, определение возраста горных пород и минералов на основе анализа их изотопного состава, а также изотопные вариации состава пород мантийного происхождения, изотопная гетерогенность мантии Земли.
В феврале 2021 года подписал письмо учёных против насилия при разгоне митингов и с призывом расследовать отравление Алексея Навального. Письмо было опубликовано в газете «Троицкий вариант». 
В том же году освобождён от должности директора Института геохимии и аналитической химии имени В. И. Вернадского РАН и переведён на должность научного руководителя института по направлению «Науки о Земле».
Член редколлегии, с 2021 года главный редактор журнала «Геохимия». Председатель Научного совета РАН по проблемам геохимии (с 2021). Входит в состав специализированного докторского совета ГЕОХИ РАН и специализированного учёного совета геологического факультета МГУ.

## Общественная позиция
В феврале 2022 года подписал открытое письмо российских учёных и научных журналистов с осуждением вторжения России на Украину и призывом вывести российские войска с украинской территории.

## Спорт
Спортсмен-парашютист, член сборной России на Чемпионате мира по вингсьют-пилотированию 2018 года в г. Простеёв, Чехия.
Рекордсмен Европы в классе «большие вингсьют-формации» 38-way в 2018 году.
Рекордсмен мира в классе «ночные вингсьют-формации» 16-way в 2021 году.